# Narkens kapell
Narkens kapell är ett kapell som tillhör Pajala församling i Luleå stift. Kapellet ligger i byn Narken i Pajala kommun omkring fem mil norr om polcirkeln.

## Kyrkobyggnaden
Träkapellet uppfördes efter ritningar av arkitekt Jan Thurfjell och invigdes 1 juli 1961. Kapellet har ytterväggar klädda med vitmålad stående träpanel och ett brant plåtklätt sadeltak som nästan når marken. I takets nederdel finns en rad med fyrkantiga fönster. Kyrkorummet har ett tak klätt med naturfärgad träpanel och ett trägolv med träbänkar i två öppna kvarter.
Strax intill kapellet finns en fristående klockstapel.

## Inventarier
- Altartavlan är målad 1961 av Tor Löfhaugen.
- Orgeln med bihangspedal har följande fem stämmor: Gedackt 8, Rörflöjt 4, Principal 4, Waldflöjt 2 samt Cymbel 2 chor.